# Wainui (fleuve de Tasman)
Pour les articles homonymes, voir Wainui.
Le fleuve Wainui  (anglais : Wainui River)  est un cours d’eau du Tasman, dans la région de  Tasman situé dans l’Île du Sud de la Nouvelle-Zélande, et qui a son embouchure en Mer de Tasman dans l'océan Pacifique.

## Géographie
De 20 km de longueur, il s’écoule vers le nord à travers le Abel Tasman National Park à partir de sa source sur les pentes du mont ’Evans’ de  Nouvelle-Zélande pour atteindre la petite baie de Wainui (en), une indentation de la côte tout près de l’extrémité est de la Golden Bay,.
La source du fleuve Wainui près du col de “Wainui Saddle” est proche du chemin de randonnée de la Partie interne du chemin d'Abel Tasman Track (en). Peu après le sentier dit de Wainui, qui suit son trajet sur quelques kilomètres, jusqu'au refuge de "Wainui Hut" qui est situé à côté du fleuve.
Pratiquement tout le trajet du fleuve 'Wainui' se trouve au sein d’un bush natif très dense, alors que la moitié inférieure de son cours sinue à travers une étroite vallée formant un canyon où le fleuve se déverse sur 10 m de haut dans la chute de «Wainui Falls», une des plus accessibles des chutes d’eau de la région de  Tasman. Les “Wainui Falls” peuvent être atteintes à partir du parking situé sur la plage de «Wainui Bay» via le très facile "Wainui Falls Track".

## Hydrologie
Son régime hydrologique est dit pluvial océanique.